# Chloridolum descarpentriesi
Chloridolum descarpentriesi är en skalbaggsart som beskrevs av Maurice Pic 1949. Chloridolum descarpentriesi ingår i släktet Chloridolum och familjen långhorningar.
Artens utbredningsområde är Laos. Inga underarter finns listade i Catalogue of Life.